# Паульсен, Ове
О́ве Ви́льхельм Па́ульсен (дат. Ove Vilhelm Paulsen; 1874—1947) — датский ботаник.

## Биография
Ове Паульсен родился 22 марта 1874 года в городе Орхус. Учился в Копенгагенском университете, посещал лекции Эугениуса Варминга. В 1895—1896 путешествовал по датским колониям в Вест-Индии. В 1897 году получил степень магистра наук под руководством профессора Варминга. После этого на год отправился в ботаническую экспедицию на Памир вместе с путешественником Оле Олуфсеном.
С 1900 по 1918 Ове Паульсен работал куратором в Ботаническом музее Университета. В 1911 году Паульсен стал доктором философии. В 1913 году посетил Северную Америку в качестве одного из членов Второй Международной фитогеографической экскурсии. Также принимал участие в Третьей Экскурсии 1923 года в Швейцарии.
В 1920 году он был приглашён на должность профессора Датского фармацевтического колледжа, где работал вплоть до 1944 года.
29 апреля 1947 года Ове Вильхельм Паульсен скончался.
Гербарий Ове Паульсена был передан Датскому музею естественной истории в Копенгагене (C).

## Некоторые научные работы
- Børgesen, F.C.E.; Paulsen, O.V. Om Vegetationen paa de dansk-vestindiske Øer. — Kjøbenhavn, 1898. — 113 p.
- Paulsen, O.V. Traek af Vegetationen i Transkaspiens Lavland. — Kjøbenhavn, 1911. — 238 p.
- Paulsen, O.V. Studies in the vegetation of Pamir. — Copenhagen, 1920. — 132 p.

## Таксоны растений, названный в честь О. В. Паульсена
- Paulsenella Chatton, 1920
- Paulseniella Briq., 1907 [= Elsholtzia Willd., 1790]
- Agrostis paulsenii Hack. (1903)
- Arenaria paulsenii H.J.P.Winkl. (1901) = Eremogone paulsenii (H.J.P.Winkl.) Ikonn.
- Bromus paulsenii Hack. (1903)
- Colutea paulsenii Freyn (1903) — Пузырник Паульсена
- Dracocephalum paulsenii Briq. (1907) — Змееголовник Паульсена
- Lagochilus paulsenii Briq. (1907)
- Melica paulsenii Phil. (1896)
- Oreogenia paulsenii Brand (1925) = Lappula paulsenii (Brand) Popov
- Salsola paulsenii Litv. (1905)
- Scutellaria paulsenii Briq. (1907)
- Senecio paulsenii O.Hoffm. ex Paulsen (1903)